# قنوات (إيران)
قنوات (بالفارسية: قنوات) هي منطقة سكنية تقع في إيران في قسم. يقدر عدد سكانها بـ 7,693 نسمة .